# Kabarawan
El kabarawan fue una bebida alcohólica similar a la hidromiel típica de algunas culturas de la Filipinas prehispánica. Se elaboraba hirviendo cortezas molidas de un árbol aromático llamado también kabarawan (Neolitsea villosa) hasta reducir el líquido en una pasta espesa. Luego se mezclaba con una cantidad igual de miel y se fermentaba. Tradicionalmente se consumía en frascos con cañitas (pajitas) de bambú. Este «vino» fue mencionado por los primeros españoles que pisaron las islas Bisayas. Sin embargo, la tradición se ha perdido en los tiempos modernos. La corteza del árbol de kabarawan también se utiliza para dar sabor a otros tipos de vinos autóctonos, como el intus y el basi, ambos elaborados con jugo de caña de azúcar.